# Хлодосвинта
Хлодосвинта (на латински: Chlodoswinth, Chlodosind, Clodesinde; * ок. 575, Мозел, Франция; † сл. 594) е принцеса от Австразия и кралица на лангобардите и след това на вестготите.

## Живот
Тя е дъщеря на Сигиберт I, франкския крал на Австразия от Меровингите, син на Хлотар I, и първата му съпруга Ингунда, дъщеря на крал Бадерик от Тюрингия и сестра на Арнегунда. Майка ѝ Брунхилда (* 543; † 613) е дъщеря на вестготския крал Атанагилд и Госвинта. Хлодосвинта е сестра на Хилдеберт II и Ингунда, която се омъжва за Херменегилд, големият син на Леовигилд (крал на вестготите, 569 – 586).
Хлодосвинта се омъжва първо през 590 г. за краля на лангобардите Аутари. През 594 г. тя се омъжва втори път за Рекаред I, краля на вестготите между 586 – 601 г. С него има син Сизебут († февруари 621), крал на вестготите от февруари/март 612 до февруари 621 г., който става баща на крал Рекаред II